# La Roue Tourangelle 2016
La Roue Tourangelle 2016, quindicesima edizione della corsa e valevole come evento dell'UCI Europe Tour 2016 categoria 1.1, si svolse il 24 aprile 2016 su un percorso di 192 km, con partenza da Beaumont-en-Véron e arrivo a Tours, in Francia. La vittoria fu appannaggio del francese Samuel Dumoulin che terminò la gara in 4h29'32", alla media di 42,74 km/h, precedendo il belga Olivier Pardini il francese Julien Duval.
Sul traguardo di Tours 130 ciclisti, su 139 partiti da Beaumont-en-Véron, portarono a termine la competizione.

## Squadre e corridori partecipanti
| N.    | Cod. | Squadra                      |
| ----- | ---- | ---------------------------- |
| 1-8   | FDJ  | FDJ                          |
| 11-17 | COF  | Cofidis, Solutions Crédits   |
| 21-27 | ALM  | AG2R La Mondiale             |
| 31-37 | DEN  | Direct Énergie               |
| 41-48 | FVC  | Fortuneo-Vital Concept       |
| 51-57 | DMP  | Delko-Marseille Provence-KTM |
| 62-68 | CJR  | Caja Rural-Seguros RGA       |
| 71-78 | WGG  | Wanty-Groupe Gobert          |
| 81-86 | RLM  | Roubaix-Lille Métropole      |
| 91-98 | AUB  | HP-BTP Auber 93              |

| N.      | Cod. | Squadra                          |
| ------- | ---- | -------------------------------- |
| 101-108 | ADT  | Armée de Terre                   |
| 111-118 | WBC  | Wallonie Bruxelles-Group Protect |
| 121-127 | EUS  | Euskadi Basque Country-Murias    |
| 131-137 | VOL  | Team Vorarlberg                  |
| 141-148 | TKG  | Team Kuota-Lotto                 |
| 151-158 | CRV  | Crelan-Vastgoedservice           |
| 162-168 | MET  | Metec-TKH                        |
| 171-178 | CCD  | Team Differdange-Losch           |
| 181-188 | LPC  | Leopard Pro Cycling              |
| 191-197 | MMM  | Team 3M                          |

## Ordine d'arrivo (Top 10)
| Pos. | Corridore           | Squadra       | Tempo    |
| ---- | ------------------- | ------------- | -------- |
| 1    | Samuel Dumoulin     | AG2R          | 4h29'32" |
| 2    | Olivier Pardini     | Wallonie      | s.t.     |
| 3    | Julien Duval        | Armée de Te.  | a 2"     |
| 4    | Mickaël Delage      | FDJ           | a 6"     |
| 5    | Baptiste Planckaert | Wallonie      | s.t.     |
| 6    | Clément Venturini   | Cofidis       | s.t.     |
| 7    | Hugo Hofstetter     | Cofidis       | s.t.     |
| 8    | Thomas Boudat       | Direct Énerg. | s.t.     |
| 9    | Rudy Barbier        | Roubaix       | s.t.     |
| 10   | David Menut         | HP BTP        | s.t.     |